# Dadi Yami
Dadi Yami Gemeda (1982) is een voormalig Ethiopische langeafstandsloper, die gespecialiseerd was in de marathon.
Hij is geboren en getogen in de landelijke gebieden ten noorden van Addis Ababa. Door een gebrekkige administratie in het gebied waar hij vandaan komt is zijn geboortejaar geschat op 1982. Hij sloot zich aan bij Jos Hermens en begon met trainen voor de marathon met zijn trainingsgroep. In 2011 maakte hij zijn debuut bij de marathon van Eindhoven. Hij finishte gelijk als negende in 2:11.04. Een jaar later werd hij bij de marathon van Dubai zesde met een persoonlijk record van 2:05.41.
Zijn eerste overwinning boekte hij in 2012 door de marathon van Hawassa te winnen. Bij de marathon van Hamburg behaalde hij een tweede plaats in 2:07.01. Een jaar later werd hij zevende bij de marathon van Dubai en tweede bij de marathon van Toulouse.

## Persoonlijke records
| Onderdeel      | Prestatie | Datum           | Plaats  |
| -------------- | --------- | --------------- | ------- |
| halve marathon | 1:02.21   | 27 januari 2012 | Dubai   |
| 25 km          | 1:14.35   | 7 oktober 2012  | Chicago |
| 30 km          | 1:29.05   | 7 oktober 2012  | Chicago |
| marathon       | 2:05.41   | 27 januari 2012 | Dubai   |

## Palmares

### marathon
- 2011: 9e marathon van Eindhoven - 2:11.04
- 2012: 6e marathon van Dubai - 2:05.41
- 2012:  marathon van Hamburg - 2:07.01
- 2012:  marathon van Hawassa - 2:16.49
- 2012: 8e marathon van Chicago - 2:07.43
- 2013: 7e marathon van Dubai - 2:07.55
- 2013: 5e marathon van Lissabon - 2:18.34
- 2013:  marathon van Toulouse - 2:11.45
- 2014: 4e marathon van Houston - 2:11.08
- 2014: 4e marathon van Hefei - 2:14.01
- 2015: 4e marathon van Seoel - 2:08.05
- 2015: 15e marathon van Amsterdam - 2:13.40